# Sochiapa (municipalité)
La municipalité de Sochiapa est l'une des 212 municipalités de l'État de Veracruz, et est située dans la partie centrale de cet État. De petites dimensions, cette municipalité est assise sur la chaîne montagneuse de la Sierra Madre orientale et fait partie du bassin versant du fleuve Río Jamapa. Son chef-lieu est la ville éponyme de Sochiapa. Elle dépend de la région administrative de Las Montañas, qui est une des 10 subdivisions administratives de l'État de Veracruz.

## Géographie
La municipalité de Sochiapa s'étend du nord-ouest au sud-est au sein du bassin versant du fleuve Río Jamapa, et est traversée par de petits affluents de ce fleuve. Assise sur les contreforts orientaux du massif montagneux de la Sierra Madre orientale, son altitude oscille entre 900 et 1320 mètres. Son chef-lieu est la ville éponyme de Sochiapa, qui se trouve dans la partie nord-ouest de son territoire. Ce territoire couvre une superficie de 16,2 km2, et était peuplé en 2020 de 3925 habitants, pour une densité de 241,8 habitants par km2.
La municipalité est limitrophe au nord de celles de Huatusco et de Totutla, et au sud de celle de Comapa.

## Composition et démographie
La municipalité était composée en 2020 de 10 localités, dont aucune n'était considérée comme urbaine, toutes étant rurales.
| Localité            | Population |
| ------------------- | ---------- |
| Sochiapa            | 1288       |
| Tomatlancillo       | 600        |
| Guadalupe Victoria  | 464        |
| Rancho Nuevo        | 382        |
| Limón               | 303        |
| Reste des localités | 888        |
| Total population    | 3925       |

En plus de l'espagnol, plusieurs langues amérindiennes sont parlées dans la municipalité, dont les principales sont par ordre d'importance : le nahuatl, le mazatèque, et le otomí.

## Histoire
La municipalité de Sochiapa est absorbée en 1913 par celle de Totutla. Elle sera recréée ultérieurement.

## Économie

### Agriculture et élevage
La superficie des parcelles semées représentait en 2019 une surface totale de 1493 hectares, parmi lesquels 1085 hectares étaient voués à la culture du caféier, 381 hectares étaient voués à la culture de la canne à sucre, et 14 hectares à celle du maïs.
En 2020, la production de viande par tonnes comprenait 7 tonnes de viande bovine, 54,2 tonnes de viande porcine, 0,2 tonne de viande ovine, 6,5 tonnes de volailles, et 0,9 tonne de dinde. La superficie vouée à l'élevage représentait alors 48 hectares.